# Yves Abel
Yves Abel (Toronto, 1963) és un director d'orquestra canadenc.
És el principal director convidat de la Deutsche Oper de Berlín i ha dirigit, entre altres escenaris, al Metropolitan de Nova York (Carmen, Il barbiere di Siviglia), Staatsoper de Viena (L'elisir d'amore, Simon Boccanegra, Un ballo in maschera, Madama Butterfly, L'italiana in Algeri), Deutsche Oper de Berlín (Don Pasquale i Dialogues des Carmélites), Opéra National de París (Faust), Lyric Opera de Chicago, Nederlandse Opera d'Amsterdam, San Francisco (Hamlet), La Scala de Milà (La Fille du régiment), Nàpols (Faust), Bilbao, Lisboa, Welsh National Opera, Festival de Glyndebourne i Festival de Pesaro. És fundador i director musical de l'Opéra Français de New York, on ha dirigit, entre d'altres, l'estrena mundial de To be sung de Pascal Dusapin.
Debutà al Liceu amb Roberto Devereux (2004-2005). Hi ha tornat amb Madama Butterfly (2005-2006) i La Fille du régiment (2009-2010).